# Melbourne Bluff
Melbourne Bluff är ett stup på norra delen av Heardön i Heard- och McDonaldöarna (Australien).